# 黒音まほ
黒音 まほ（くろね まほ）は、日本の女子プロレスラー。東京女子プロレスに所属していた。ヘルシンキ出身。

## 経歴
2016年
- 1月4日 - 東京女子プロレス後楽園ホール大会にて、4人の練習生のうちの一人として紹介される。
- 6月15日 - 東京・Coconeriホール大会にて同じく練習生のヒナコ（仮）とのエキシビジョンマッチに圧倒し、ギブアップ勝ちを収める。
- 7月23日 - 横浜ラジアントホール大会の前説にて、8月13日新宿大会でのデビューが発表される。
- 8月13日 - 新宿FACEにて開催されたDDTプロレス「闘うビアガーデン～東京女子プロレス～」にて「黒音まほ」のリングネームでデビュー。のどかおねえさんと対戦し、リバース・スイングネックブリーカードロップで勝利。

2017年
- 3月25日、辰巳リカが沙希様＆マーサのSIN美威獅鬼軍に対抗すべく黒音を呼び込み「どらごんぼんば〜ず」を結成。以降SIN美威獅鬼軍との抗争に入る。
- 6月4日、新宿FACE大会でのSIN美威獅鬼軍とのユニット解散マッチに勝利。

2018年
- 6月1日、医師より不安神経症と診断され、療養のため当分の間試合を休場する[1]。
- 7月30日、療養のため欠場していたが症状は快方に向かっており、日常生活は問題なく送っているものの、プロレスラーとしての復帰については先行きの見通せない状態が続いている中「待ってくれているファンの皆様や選手たちに、これ以上の心配や迷惑をかけられない」という本人からの申し出があり、東京女子プロレスを卒業。[2]。

## 人物
- 2015年8月のビアガーデンプロレスでのミウラアカネの試合を見て「カッコいい」と思いミウラに直訴し[3]、東京女子の練習生となる。練習生時代の名前は「マホ（仮）」。
- 音楽はメタル全般が好きで、リングネームの「黒音」はブラック（黒）メタル（音）からきている。
- 趣味は人体改造。プロレスラーである現在は耳に関しては安全面を考慮してピアス穴を塞ぐ[4]、もしくは試合中は外している。口中はセンタータン、スクランパー、スネークバイト等に開いている。
- 年齢は永遠の666歳。
- デビュー時はメタラーキャラであったが、まもなくゾンビと化していき人肉を欲するようになる。

## 得意技
ウロボロス
首筋に噛み付いてから放つシスター・アビゲイル。主なフィニッシャー。
ディアボロス
リバース・スイングネックブリーカードロップ。デビュー当初のフィニッシャー。
スライディング式ジャーマンスープレックス
相手を場外に向けてセカンドロープに座らせ、リング外へスライディングしながら放つ投げっぱなしジャーマン。
ダイビングボディプレス
コーナー最上段に立ち、シュートサインで頭部を撃ち抜く“自殺”ジェスチャーの後に放つ。辰巳リカとのタッグ時は、ライフル狙撃に見立てたジェスチャーで頭を撃ち抜く“他殺”となる。
噛みつき攻撃
「美味しそう」な相手に対しては、食事として噛みつく事もある。噛みつかれた相手がゾンビ化する事はないため、ゾンビ好きな実況アナウンサーの村田晴郎からは「そういう種類ではない」と評される。　　
スインギング・ネックブリーカー
インバーテッド・ヘッドロック・バックブリーカー

## タイトル歴
DDTプロレスリング
- アイアンマンヘビーメタル級王座（第1265代）

## 入場曲
- Dual insanity
- Twist ／ KoЯn